# 森昭
森 昭（もり あきら、1915年10月30日 - 1976年12月17日）は、日本の教育学者、教育哲学者、文学博士。

## 略歴
大正4年（1915年）10月30日鹿児島県姶良郡隼人町（現霧島市）で生まれる。
鹿児島県立第一中学校 (旧制)および旧制第七高等学校造士館 (旧制)（理科乙から文科乙に転科）を経て京都帝国大学文学部哲学科卒業、同大学院教育学専攻修了。
京都学派第一世代である田邊元に哲学を師事し、西田幾多郎門下の木村素衛の下で大学院において教育学を修める。
森は京都学派第二世代でこの学派の教育学領域において傑出した業績を残した。ドイツ留学以前、カントやヘーゲル等のドイツ観念論哲学・ハイデッガーやヤスパース等のドイツ系の実存主義哲学を基礎に、戦後新教育の思想的背景となったジョン・デューイの経験主義教育哲学の解釈に努めた。とくにドイツ留学前は、デューイ教育学の解釈ともに、教育実践とくにカリキュラム論の構築に深く関わった。
教科としては、戦後教育の花形教科である「社会科」の研究を深めながら、当時の「社会科」の本質的理解と解釈の誤謬性に警鐘を鳴らし、この教科およびデューイ教育学における人間の内面的成長の限界を見いだし、人間の内面性の成長をめざす「道徳教育」の研究に傾斜していった。このころの森は、戦後新教育の中心概念の一つである「生活」をハイデッガーの概念である「人間の世界内存在」からヒントを得て「人間の世界内生存」と解釈してこの概念の研究を深めていった。
ドイツ留学以後、「社会科」批判およびデューウイ教育批判のまとめとして『教育の内面性と実践性』を著し、逆説的人間観による「人間生成」論を展開して、昭和35年（1960年）『教育人間学』（博士学位論文-大阪大学）という一つの学問体系を構築した。とくに教育における人間の内面性と実践性を出発点とし、この問題を追究し、社会科教育・道徳教育を中心とする教育実践研究にも関わりを持ちながら、自己の教育哲学の展開を行った。
教育人間学の研究成果を基礎とし、「人間」と「統合」という概念を深め、教育学・心理学・社会学を中心とした「人間科学」という枠組みを構築し、昭和46年（1971年）にわが国最初の人間科学部を大阪大学に創設した。今日の「人間科学部」「人間科学科」「人間科学専攻」など「人間科学」という学問を高等教育に導入したのは森の大きな業績の一つである。
晩年は森教育哲学の中心概念である「人間生成」論をさらに深め、教育における「人間形成」の問題を考究した。遺稿『人間形成原論』は、死に至る病の床にて渾身の力を振り絞って書かれた。
昭和51年（1976年）12月17日京都府長岡京市梅ヶ丘にて死去。法名は常念院釋昭眞。

## 著作
- 「森昭著作集」黎明書房、全6巻、1977-78
  - 『教育の哲学的基礎』『経験主義の教育原理』『教育の内面性と実践性』
  - 『教育人間学』『現代教育学言論』『人間形成原論　遺稿』ほか
- 「新編 森昭著作集」全8巻組、田中毎実解題、学術出版会、2015
  - 『教育とは何か―民族の危機に立ちて』『ドイツ教育の示唆するもの』ほか追加